# Petrus de Domarto
Petrus de Domarto (segle xv) fou un compositor de l'escola francoflamenca. Figura entre els contrapuntistes més cèlebres del Renaixement, va compondre diverses misses, entre elles la titulada Spiritus almus, que es troben en la biblioteca del Vaticà, així com una cançó francesa a tres veus.
Apareix en els registres del 1449 de l'església de Nostra Senyora d'Anvers, on es parla d'un nou cantant de nom Petrus de Domaro; no torna a aparèixer als registres de l'any següent, i els d'anys posteriors es van perdre. Entre les dècades del 1460 i el 1480 hi ha diverses fonts musicals que parlen d'un famós compositor anomenenat P[etrus] de Domarto.